# Большие Турали
Большие Турали (Большое Турали) — солёное озеро в России, в Дагестане.

## Информация об объекте
Озеро Большие Турали находится на севере Карабудахкентского района, на южной окраине Каспийска, недалеко от побережья Каспийского моря. Параллельно расположено озеро Малые Турали. Лежит на высоте 25,7 м ниже уровня моря.
Площадь поверхности озера, по разным данным, 3,6, 5, 6,7, 4,8 км². Размеры озера — 6 на 1,5 или 1,6 км. Глубина достигает 1,8 м, по другим данным — не более 1,2 м, средняя глубина — 1 м.
На озере гнездятся редкие виды птиц: ходулочник и малая крачка, из более распространённых — огарь, пеганка, чибис и другие. Является одним из мест миграционных остановок и зимовки птиц.
В сентябре 2022 года у берегов озера планировалось создание новой рекреационной зоны «Волна».